# Восстание бабаи

Территории, охваченные восстанием бабаи, путь восставших (красный) и путь сельджукского войска (зелёный)

Восстание бабаи, ранее называлось Восстание Баба Исхака (тур. Babaî Ayaklanması) — первое массовое выступление туркменских племён в государстве Сельджуков, произошедшее в период с 1239 по 1240 или с 1240 по 1241 годы и обусловленное социальными и религиозными противоречиями внутри государства. Духовным лидером восстания был Баба Ильяс, военными действиями повстанцев руководил мюрид Баба Ильяса Исхак. Восстание окончательно подорвало и без того ослабленное сельджукское государство, подготовив почву для монгольского завоевания в 1241—1243 годах.

## Лидеры

### Баба Ильяс
Абуль-Бака Шейх Баба Ильяс ибн Али аль-Хорасани, вероятно, был туркменом и прибыл в Анатолию вместе с войском хорезмшаха Джелал ад-Дина в 1230 году. В Анатолии он поселился возле Амасьи в деревне Чат (сейчас Ильяс). Там он собрал мюридов и построил завию, в которой их обучал. Возможно, у него были видения. Его личность была окружена легендами уже в XIII веке, возможно, даже при его жизни, поскольку Симон де Сент-Квентин записал их всего через несколько лет после восстания. Последователи считали Баба Ильяса идентичным Хызыру.

### Баба Исхак
Выразитель мнения сельджукского двора и современник событий Ибн Биби писал, что Баба Исхак родился в районе Самосаты около 1204 года, а затем поселился в деревушке в районе Амасьи. Автор «Истории Амасьи» Х. Хюсам эд-Дин изложил сомнительную версию, утверждая что Баба Исхак был христианином и происходил из семьи Комнинов. Якобы, он хотел отнять у мусульман захваченные ими земли и создать греческое царство со столицей в Амасье. Ислам по этой версии Исхак принял притворно. В. Гордлевский и В. Запорожец предполагали, что дед Исхака был христианином-несторианцем из Сулеймании, который принял ислам и переселился в Самосату. Это возможно, но сам Исхак не был и не мог быть христианином. Ибн Биби называл его наполовину мусульманином и наполовину язычником. Исхак научился жонглированию и фокусам, что помогало, по словам недоброжелательно настроенного Ибн Биби, легко обманывать невежественных туркменов. Будучи учеником Баба Ильяса, Исхак распространял шиитские взгляды и, по словам источников, вёл подвижнический образ жизни, располагавший к нему простых людей.

### Руководитель восстания
Все историки сходятся на том, что некто Баба Расуль провозгласил себя пророком. В качестве Баба Расуля историки называли либо Баба Ильяса, либо Баба Исхака. В. Гордлевский писал, что необходимо внимательно изучить все источники о восстании, чтобы определить, какие роли играли Баба Ильяс и Баба Исхак. Сибт ибн аль-Джаузи (ум. 1256, писал около 1255), называл предводителя просто аль-Баба из Амасьи. Французский хронист Симон де Сент-Квентин писал со слов франкских наёмников, подавлявших восстание, и называл предводителя Paperoissole (Баба Расуль), не расшифровывая, кто это был. Имя Баба Исхака как предводителя впервые появилось в труде Ибн Биби (ум. 1284), современника событий (хотя и писавшего поколение спустя), но прозвище «Баба Расуль» Ибн Биби не упоминал. Ещё несколько лет спустя Бар-Эбрей (ум. 1286), живший в Малатье, писал, что предводитель восстания объявил себя «Расулаллахом» (пророком Аллаха) и происходил из Амасьи. Бар-Эбрей явно разделял двух персон — предводителя и Баба Исхака. Часть этих авторов хорошо информированы о битвах, но не упоминали, что Баба Расуль был убит, а его ученик отомстил за него. В следующем столетии Эфляки, агиограф Джалаладдина Руми, указывал, что Хаджи Бекташ был учеником Баба Расуля. Османский историк XVI века Дженаби, разделяя руководителя восстания и Исхака, писал, что человек из Амасьи Баба (имени он не называл) поднял восстание против Кей-Хосрова II (1237—1246). Потерпев поражение, Баба был казнён вместе со своим учеником Исхаком за то, что якобы объявил себя пророком.
А. Я. Оджак, изучив все повествования, утверждал, что было два лидера: духовный (Баба Ильяс) и военный (Баба Исхак). Все источники сообщали, что человек, который объявлял себя пророком, носил титул Баба. При этом «не должно быть никаких сомнений» в том, что Баба Ильяс имел этот титул. А вот Исхака как Баба упоминает только Ибн Биби, другие же называли его Исхак-и Шами (Исхак из Дамаска), Шейх Исхак или просто Исхак. Ибн Биби «перепутал эти две личности» либо смешав имена, либо перепутав ходившие слухи о двух лидерах (в Кеферсуде и в Амасье). Он слил две личности в персоне Исхака и приписал ему титул «Посланника Бога». Эта ошибка Ибн Биби ввела в заблуждение почти всех последующих учёных, которые основались на Ибн Биби, как единственном источнике, включая Ф. Кёпрюлю и (поначалу) К. Каэна. В советской и российской историографии тоже было принято следовать версии Ибн Биби. В. Гордлевский утверждал, что «посланником Аллаха» объявил себя Баба Исхак. Другие советские востоковеды так же путали личность Баба Исхака и Баба Ильяса, либо называя Расуллахом Исхака, либо вообще не упоминая Ильяса. В середине XX века была обнаружена хроника Эльвана Челеби, написанная в XIV веке, автор которой сообщал, что является потомком Баба Ильяса, и что Баба Расуль — это его предок, Баба Ильяс. Ознакомившись с хроникой, К. Каэн уже в 1969 году изменил мнение.
Согласно Ю. Аверьянову в современной турецкой историографии принято мнение, что лидером восстания был Баба Ильяс, он же Баба Расуль, а Баба Исхак был его мюридом, которого Ильяс послал Исхака в Хисн-Мансур для распространения учения.

## Причины восстания
До недавнего времени историки не давали анализа причин восстания. Ещё в 1968 году К. Каэн писал, что  восстание произошло около 1240 года и длилось два или три года. По мнению историка, эти события "трудно интерпретировать", непонятно, как повлияли на условия жизни туркмен в Центральной Малой Азии набеги и завоевания хорезмийцев или монголов, «были ли какие-либо последствия в результате расширения власти сельджукидов или поселения хорезмийцев. Мы можем только констатировать, что один из основных элементов населения оказался в яростной оппозиции правительству Сельджукидов». В советской историографии было принято выделять лишь экономические причины и называть восстание крестьянским. Первым был В. Гордлевский, который писал, что восстание «произошло <…>, когда озлобление крестьян прорвалось наружу. Несомненно, движение, поднятое дервишем Баба-Исхаком в 1239 году, носило социальный характер». По словам Гордлевского «это была подлинная классовая борьба, переросшая из антагонизма между крестьянами, истерзанными кабальным трудом, и феодалами-угнетателями». По словам Ю. Аверьянова, «последним словом современной науки по вопросу бабаи» является монография «Babailer İsyanı» («Восстание бабаи») А. Оджака, которого Аверьянов назвал  известным турецким исследователем суфизма. По мнению Оджака, для правильного понимания этого восстания, его причин, целей и его последствий, нужно понять идеологию, лежавшую в его основе.
Одно из различий между кочевыми и оседлыми жителями Сельджукского государства лежало в области религии. Сельджукиды официально были сунниты, жители городских центров тоже, но для племенного и сельского населения все было иначе. Признав себя официально мусульманами-суннитами, люди продолжали жить так, как и их предки: их женщины не закрывали себя, а мужчины продолжали употреблять гашиш, который был основным средством экстаза во время шаманских церемоний.  Ибн Баттута в XIV веке заметил, что «женщины страны Рума не были покрыты покрывалом», а также что «жители этой страны сунниты, но едят гашиш». Потомок Баба Ильяса Ашикпашазаде признавал, что его предок не соблюдал буквально предписания ислама. Туркмены-кочевники вели жизнь, которая не способствовала пониманию и выполнению требований традиционного ислама. Большинство из кочевников были неграмотны, их не особо заботили обряды, требующие оседлого образа жизни, их не интересовали тонкие и сложные теологические проблемы. По словам И. Меликофф, «невежественное и пропитанное суевериями население не было готово к культурному и духовному влиянию медресе». Поэтому среди них было распространено неортодоксальное понимание ислама, который в их среде смешивался с традиционными доисламскими верованиями, мистицизмом, суевериями и мессианскими идеями. На кочевников имел большое влияние не ортодоксальный ислам, а суфизм с его мистицизмом и упрощенными идеями. Нигдели Кади Ахмед ещё в XIV веке писал о кочевых племенах, что их представители не имели ничего общего с исламом, веровали в Маздака и практиковали сексуальную свободу. Вероятно, так в понимании сторонника ортодоксального ислама интерпретировались реалии кочевой жизни, в которой мужчины и женщины были вынуждены трудиться вместе. Однако этот отзыв передаёт и то презрение к кочевникам, которое сквозило в отношении к ним со стороны образованного населения. Среди оседлых туркмен тоже наблюдалось, хотя и в сильно меньшей степени, равнодушие к ортодоксальному исламу и склонность прислушиваться к дервишам и бродячим суфистским шейхам.
Среди причин восстания было изменение системы землепользования — держатели икта и тимаров старались перевести их в наследственное владение, это приводило к появлению новых икта и тимаров, что, в свою очередь, в совокупности с продолжавшейся миграцией в Анатолию все новых и новых племён привело к недостатку свободных для выпаса стад земель.
Ещё одной причиной, возможно самой важной, были различия между образом жизни оседлых и кочевых туркмен. Каждое лето кочевавшие скотоводы перегоняли стада овец, лошадей и верблюдов в поисках необходимых пастбищ на горные плато, а перед холодами возвращались к местам зимовки. Во время этих кочёвок вытаптывались поля и виноградники, скотоводы грабили населенные пункты, встречавшиеся на пути, между крестьянами-земледельцами и кочевниками-скотоводами постоянно происходили побоища, а иногда скотоводы конфликтовали друг с другом из-за пастбищ. Это порождало взаимное презрение и вражду между оседлыми и кочевыми туркменами. Горожане называли кочевых «безмозглые», «тираны», «нечистые», «грязные». В ответ кочевники называли горожан «ленивыми». Правительство сельджуков отдавало предпочтение иранцам, которые не любили туркменов. Видимо, туркмены чувствовали себя нежеланными в своём государстве. Этот социальный конфликт и противостояние туркмен между собой и с центральной властью, возможно, сыграли главную роль в восстании.
Восстанию способствовали политическая обстановка и высокие налоги в период правления Кей-Хосрова, который взошёл на престол в 1237 году и, ведя разгульную жизнь, отошёл от государственных дел. А. Оджак выдвинул предположение, что некоторые государственные деятели или представители групп, враждебных Кей-Хосрову и его визирю, могли тайно договориться с туркменскими вождями, уже настроенными на восстание. Но, по словам Оджака, «доказать такие политические комбинации не всегда возможно, даже если они действительно случаются». По мнению А. Оджака, могла быть связь лидеров восстания с хорезмийцами, недовольными смертью в тюрьме своего лидера, заключённого в неё по приказанию Кей-Хосрова. Кроме того, из внешних сил, заинтересованных в подрыве власти сельджуков, А. Оджак называл монголов и Айюбидов.

## Ход событий

### Подготовка
Баба Ильяс обличал взошедшего на престол в 1237 году Кей-Хосрова, объявляя его порочным пьяницей, забывшем о Боге, и утверждая, что послан Аллахом для борьбы с несправедливостью. По поручению Баба Ильяса Баба Исхак объединил вокруг себя мюридов, которые, в свою очередь распространяли его идеи. Баба Исхак был отправлен для пропаганды в Юго-Восточную Анатолию, где было много крестьян-немусульман, поскольку он сам был из Кеферсуда и из семьи иммигрантов. Баба Ильяс назначил день выступления и послал учеников подготовить народ в основном в районе Амасьи, Токата, Сиваса, Чорума, Мараша, Кеферсуда, Малатьи, Эльбистана. Ибн Биби писал, что Баба Расуль обращался к хорезмийцам, призывая присоединиться к восстанию.

### Датировка
Источники датируют начало восстания по-разному, в основном 1239 или 1240 годом (Бар-Эбрей датировал его октябрём-ноябрём то ли 1240, то ли 1241 года, османский историк Дженаби датировал восстание 637 годом Хиджры, Ибн Биби не датировал восстание).
Согласно Эльвану Челеби, восстание началось в среду  10 мухаррема 637 года. Однако, согласно сегодняшним более точным рассчетам, этот день был не средой, а пятницей. По словам Ирен Бельдичану, из-за орфографической ошибки дата, указанная Эльваном Челеби, была неправильно прочитана. Согласно исправленному тексту, восстание началось 10 мухаррема 638 года (1 августа 1240). По словам А.Оджака, тот факт, что этот день совпадает со средой, подтверждает верность утверждения Бельдичану.

### Ход событий
На призывы лидера откликнулись многие крестьяне и кочевники. Туркмены тайно готовили восстание два года. Они начали продавать овец и покупать лошадей и оружие. Как писал Бар-Эбрей, «продали своих ослов, и своих волов и своих овец, и купили лошадей, и сели на них»). Османский историк XV века Орудж-бей писал, что султан Кей-Хосров II напал на Баба Ильяса первым. Однако современники событий утверждают, что восстание началось с выступлений туркменов в около Мараша и Эльбистана
Сначала Баба Исхак захватил Кеферсуд, затем Хисн-Мансур, Гергер, Кяхту, Самосату. Затем повстанцы направились к Малатье, грабя и сжигая всё на своём пути. Участникам восстания Баба Исхак обещал долю добычи, остальных приказал безжалостно убивать. И восставшие убивали всех, кто отказывался признать Баба Ильяса пророком — и христиан, и мусульман. Как писал Бар-Эбрей, «они убивали каждого, кто не признавал, что Баба был „божественным Апостолом и Пророком“». На сторону восставших частично перешло войско правителя Maлaтьи.  Кей-Хосров II пригласил для подавления восстания в район Малатьи племя гермиян с его вождём Музафереддином бен Алишир во главе, но тот дважды потерпел у Малатьи поражение от мятежников. В войске Музаффереддина было, по словам Бар-Эбрея, 500 воинов и 50 лучников-монахов из монастыря Бар-Саума.
Ильяс, несомый на носилках мюридами, торжественно вступил в Амасью. Баба Исхак после захвата Токата повел войско мятежников к Амасье для соединения с Баба Ильясом. По пути к Амасье восставшие напали на Сивас. Местные туркменские кочевники примкнули в восставшим. Среди них были племена чепни и афшар (из последнего происходили Караманиды). Жители Сиваса не желали присоединяться к шиитскому движению бабаи, и сопротивлялись вместе с гарнизоном. Захватив город, восставшие расправились с частью горожан и повесили командира гарнизона (игдишбаши).

### Смерть Ильяса
Ожидая Баба Исхака в Амасье, Баба Ильяс, по словам Симона де Сент-Квентина, призывал своих последователей сражаться без страха, уверяя, что их защищает бог. Но после смерти восьми человек другие обеспокоились и спросили его: «Почему ты обманул нас и других?» Баба Ильяс ответил: «Завтра я поговорю с Богом в присутствии всех вас и спрошу, почему с нами случилось это несчастье».
Кей-Хосров послал на подавление восстания своего атабека, Хаджи Мубаризэддина Армаганшаха, который осадил Амасью. Силы восставших Симон де Сент-Квентин оценивал как 3000 человек, по всей видимости называя лишь число учеников. Армаганшах прибыл в Амасью ранее основных сил восставших. Он занял город, арестовал Баба Ильяса и казнил его, повесив его на крепостной стене. Узнав о казни своего лидера, восставшие атаковали войска Армаганшаха. В последовавшем сражении мятежники уничтожили армию Армаганшаха, а его казнили. Не обнаружив в городе тела своего вождя, мятежники объявили, что он не погиб.

### Подавление восстания
Затем восставшие выступили в направлении столицы сельджукских султанов, Коньи. Согласно источникам, армия Баба Исхака составляла от 3 до 6 тысяч человек.Последнее столкновение повстанцев с армией сельджуков произошло в ноябре  на равнине Малия северо-восточнее от Кыршехира. По описанию событий, оставленному Ибн Биби, 60 тысячное сельджукское войско, вызванное из Эрзинджана, прошло через Сивас и Кайсери, и у Кыршехира встретилось с мятежниками. По словам Бар-Эбрея сельджукское войско оказалось бессильно, и «тысяча франкских всадников, состоявших на службе султана, бросились на заблудших людей и рассеяли их. Арабы тоже присоединились к ним, и они окружили туркоманов и уничтожили их всех острием меча, и из них они не оставили ни одного существа, ни мужчину, ни женщину, ни ребёнка, ни животное, с дыхание жизни в нём. Так эта ересь была погашена». Ибн Биби также писал, что мятежники были истреблены поголовно, пощадили лишь детей в возрасте до двух-трёх лет. В этом побоище погиб и Исхак. Произошло это через два года после начала восстания.
Другие сведения о судьбе лидеров восстания приводил Й. Хаммер со ссылкой на Дженаби: взятые в плен Баба-Ильяс и Исхак «настолько продвинулись в благоволении у султана, что Мевляна Джелал-эд-дин и его соратники полностью отошли от него».

## Значение
По мнению Э. Вернера: «восстание стало выражением растущего значения туркмен и феодального распада султаната. Восстание также приобрело антифеодальные черты и стало классовой войной». Согласно А. Новичёву это было «первое в истории Турции крестьянское восстание» и «одно из крупнейших народных восстаний в Средние века на Ближнем востоке». По словам В. Запорожца, «не имевшее аналогов в истории сельджукского государства, социально-политическое движение Баба Исхака потрясло страну».  Восстание охватило большую часть территории Сельджукского государства, и для подавления восстания султану пришлось мобилизовать все свои силы, тем самым задействовать войска, которые могли бы быть использованы в других местах. Государство оказалось после подавления восстания серьёзно ослабленным. Согласно М. Мейеру, это восстание свидетельствовало о внутреннем ослаблении султаната перед нашествием монголов. В конце 1242 года Байджу занял Эрзерум, а 26 июня 1243 года Кей-Хосров и его союзники потерпели поражение при Кёсе-даге .